# Jimmy Bennett
James Michael «Jimmy» Bennett (Seal Beach, California; 9 de febrero de 1996) es un actor y músico estadounidense. Es conocido por sus papeles como actor infantil en Daddy Day Care, Hostage, Poseidón, en La huérfana y como James T. Kirk de niño en Star Trek. También actuó en No Ordinary Family como JJ Powell, un adolescente dotado de gran inteligencia después de un accidente de avión.

## Carrera
Bennett nació en Seal Beach, California, actualmente reside en Huntington Beach, donde su familia es dueña de una pastelería. En su tiempo libre, toca la guitarra y canta. Escribió e interpretó la canción Summer Never Ends, la cual se puede escuchar al final de la película Shorts.
Sus inicios fueron en la televisión, donde apareció en varios episodios de las series The Guardian y Strong Medicine, después de lo cual aceptaría el papel de Tony en la película de Eddie Murphy, Daddy Day Care. Anteriormente tuvo actuaciones menores en las películas Anchorman: The Legend of Ron Burgundy y Arthur Hailey's Detective. También ha aparecido en Judging Amy y CSI y Everwood. En cuanto al doblaje, prestó su voz en The Polar Express, Winnie the Pooh: Springtime with Roo y en I Want a Dog for Christmas, Charlie Brown. Ha sido nominado en cinco ocasiones para el Young Artist Awards.
En 2005 apareció junto a Bruce Willis en Hostage y en La morada del miedo donde interpretó al hijo mediano de una familia que se mudaba a una casa encantada. Ambas películas se estrenaron en marzo y abril respectivamente. En el rodaje de Hostage le dieron el sobrenombre de "Jimmy Dos-Tomas" por su habilidad en interpretar sus diálogos a la perfección.
En febrero de 2006, apareció en Firewall donde interpretó al hijo del personaje de Harrison Ford. También hizo acto de presencia en The Heart Is Deceitful Above All Things, película independiente publicada un mes después de Firewall. El mismo año, daría su voz al personaje Roo en el videojuego Kingdom Hearts II, también protagonizó Poseidón. Entre sus papeles, en 2007, se encuentran South of Pico y Evan Almighty. En 2009 apareció como un joven Capitán Kirk en Star Trek XI y en La huérfana.
En 2010 participó en la serie ABC No Ordinary Family y en la película Bones.
En 2014, apareció en el video musical de "Stingray Affliction" de la banda de metalcore Issues.

## Acusación de abuso sexual
Bennett acusó a la actriz italiana Asia Argento, de haber abusado sexualmente de él en un hotel de California, Estados Unidos, el 9 de mayo de 2013. Por ese entonces, el joven tenía 17 años. El diario neoyorquino, The New York Times, asegura que posee una fotografía de los dos actores acostados en la cama. Ambos llegaron a un acuerdo, en el que Argento le tiene que abonar $380.000 a Bennett.[cita requerida] En septiembre de 2018, Argento declaró que fue Bennett quien abusó de ella.

## Filmografía

### Películas
| Año  | Título                                    | Rol                    | Notas                        |
| ---- | ----------------------------------------- | ---------------------- | ---------------------------- |
| 2003 | The Jungle Book 2                         | Hathi Jr.              | Voz                          |
| 2003 | Daddy Day Care                            | The Flash/Tony         |                              |
| 2004 | I Want a Dog for Christmas, Charlie Brown | Rerun Van Pelt         | Voz                          |
| 2004 | The Heart Is Deceitful Above All Things   | Jeremiah de joven      |                              |
| 2004 | Winnie the Pooh: Springtime with Roo      | Roo                    | Voz                          |
| 2004 | Winnie the Pooh: 123's                    | Roo                    | Voz                          |
| 2004 | Anchorman: The Legend of Ron Burgundy     | Tommy                  |                              |
| 2004 | The Polar Express                         | Billy                  | Voz                          |
| 2005 | Hostage                                   | Tommy Smith            |                              |
| 2005 | Pooh's Heffalump Halloween Movie          | Roo                    | Voz                          |
| 2005 | The Amityville Horror                     | Michael Lutz           |                              |
| 2005 | Detective                                 | Ivan Tempone           |                              |
| 2006 | Firewall                                  | Andy Stanfield         |                              |
| 2006 | Poseidon                                  | Conor James            |                              |
| 2006 | Monster Night                             | Desconocido            |                              |
| 2006 | Shark Bait                                | Young Pi               | Voz                          |
| 2006 | He's a Bully, Charlie Brown               | Rerun Van Pelt         |                              |
| 2007 | Evan Almighty                             | Ryan Baxter            |                              |
| 2008 | South of Pico                             | Mark Weston            |                              |
| 2008 | Diminished Capacity                       | Dillon                 |                              |
| 2008 | Trucker                                   | Peter                  |                              |
| 2008 | Snow Buddies                              | Buddha                 | Voz                          |
| 2009 | Star Trek                                 | James T. Kirk de joven | Cameo                        |
| 2009 | La huérfana                               | Daniel Coleman         |                              |
| 2009 | Shorts                                    | Toby "Toe" Thompson    |                              |
| 2009 | Stolen                                    | John                   |                              |
| 2009 | Alabama Moon                              | Moon Blake             |                              |
| 2010 | Bones                                     | Bones White            |                              |
| 2011 | The Tape                                  | Matt                   |                              |
| 2011 | The Return of Captain Kidd                | Cole Willits           |                              |
| 2013 | Movie 43                                  | Nathan                 | Segmento "Middleschool Date" |
| 2013 | The Bully Chronicles                      | Brian Slater           | Posproducción                |
| 2014 | Camouflage                                | Kevin                  |                              |
| 2014 | The Bully Chronicles                      | Brian Slater           |                              |
| 2015 | Bad Asses on the Bayou                    | Ronald                 |                              |
| 2015 | A Girl Like Her                           | Brian Slater           |                              |
| 2017 | Heartthrob                                | Dustin                 |                              |

### Televisión
| Año       | Título                          | Rol             | Notas                        |
| --------- | ------------------------------- | --------------- | ---------------------------- |
| 2002      | Strong Medicine                 | Willy           | Admissions                   |
| 2002      | The Guardian                    | Maddie          | Monster                      |
| 2003      | Judging Amy                     | Cory Sinkler    | Just Say Oops                |
| 2004      | CSI: Crime Scene Investigation  | Henry Turner    | Paper or Plastic?            |
| 2004      | Everwood                        | Sam Feeney      | "The Reflex"                 |
| 2005      | Everwood                        | Sam Feeney      | "Where the Heart Is"         |
| 2005      | Everwood                        | Sam Feeney      | "Since You've Been Gone"     |
| 2007      | Gilmore Girls                   | Macon           | Santa's Secret Stuff         |
| 2010–2011 | No Ordinary Family              | JJ Powell       |                              |
| 2011      | Breaking In                     |                 | Episodio: "21.0 Jump Street" |
| 2012      | Perception                      | Alex Willingham | 2 episodios                  |
| 2014      | Garfunkel and Oates             | Braden          | Episodio: "Maturity"         |
| 2015      | Murder in the First             | Alfie Rentman   | 2 episodios                  |
| 2016      | From Dusk till Dawn: The Series |                 | 1 episodio                   |
| 2017      | Bosch                           | Mojo            | 4 episodios                  |

### Videojuegos
| Año  | Título                        | Rol   | Notas |
| ---- | ----------------------------- | ----- | ----- |
| 2004 | The Polar Express             | Billy | Voz   |
| 2006 | Kingdom Hearts II             | Roo   | Voz   |
| 2007 | Kingdom Hearts II: Final Mix+ | Roo   | Voz   |

## Premios y nominaciones
| Premio             | Año  | Categoría                                                                       | Resultados | Trabajo           |
| ------------------ | ---- | ------------------------------------------------------------------------------- | ---------- | ----------------- |
| Young Artist Award | 2004 | Best Young Ensemble in a Feature Film                                           | Nominado   | Daddy Day Care    |
| Young Artist Award | 2004 | Best Performance in a Feature Film - Young Actor Age Ten or Younger             | Nominado   | Daddy Day Care    |
| Young Artist Award | 2005 | Outstanding Young Ensemble in a New Medium                                      | Ganador    | The Polar Express |
| Young Artist Award | 2007 | Best Performance in a Feature Film - Young Actor Age Ten or Younger             | Nominado   | Firewall          |
| Young Artist Award | 2008 | Best Performance in a Feature Film - Supporting Young Actor - Comedy or Musical | Nominado   | Evan Almighty     |
| Young Artist Award | 2010 | Best Performance in a Feature Film - Leading Young Actor                        | Nominado   | Alabama Moon      |
| Young Artist Award | 2010 | Best Performance in a Feature Film - Young Ensemble Cast                        | Ganador    | Shorts            |